# Heinerfest

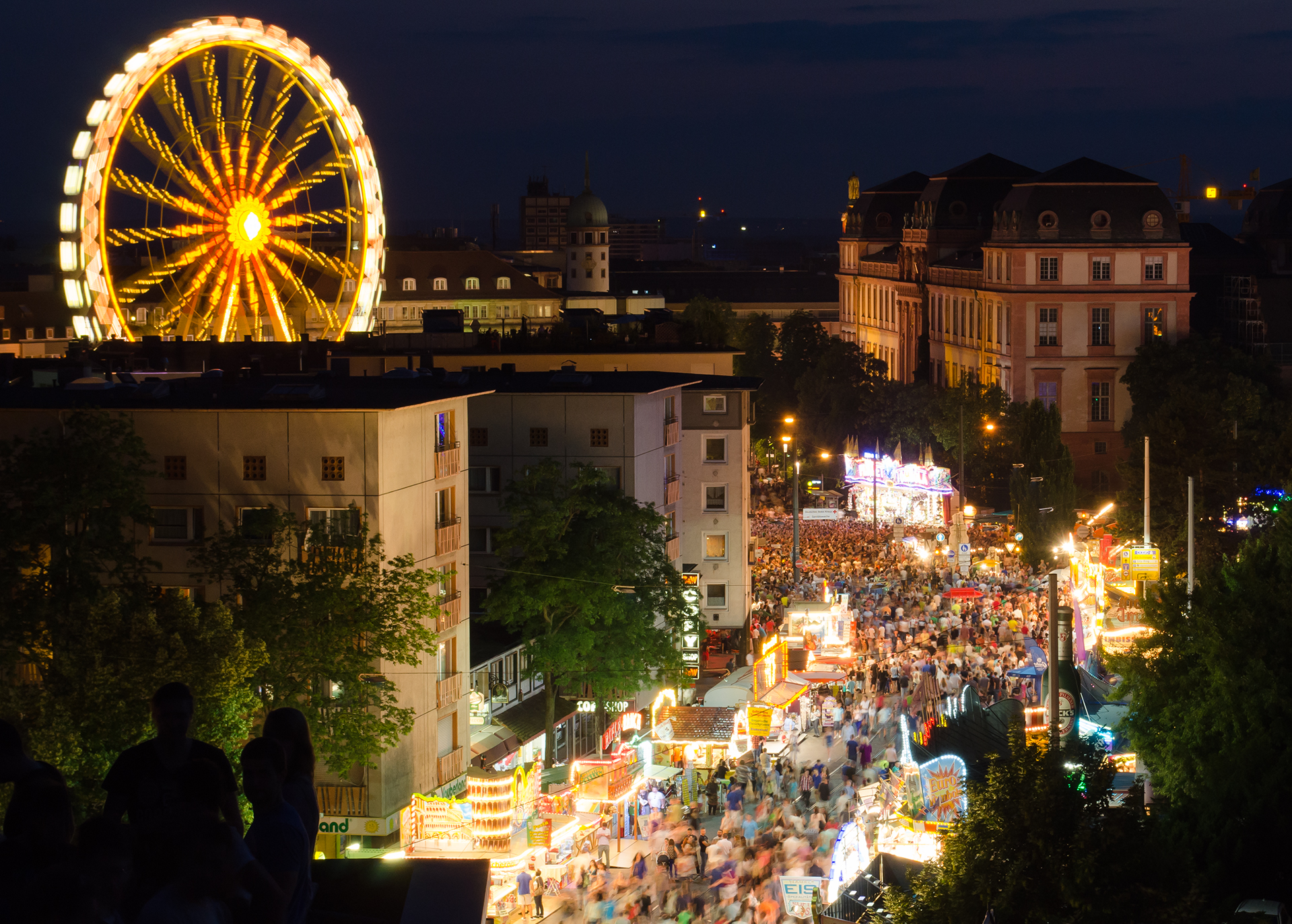
Heinerfest

Heinerfest to coroczny festiwal w Darmstadt, w Niemczech. Uznany jest za drugi co do wielkości miejski festiwal w Niemczech, zaczyna się zwykle pod koniec czerwca albo na początek lipca. Podczas imprezy można znaleźć setki ulicznych sprzedawców jedzenia i piwa łącznie z rozrywkowymi wyścigami oraz grami dokoła Starego Miasta i otaczających go ulic.